# Midway (Kansas)
Midway es una comunidad no incorporada en el condado de Crawford, Kansas, en los Estados Unidos.

## Historia
A los principios de su establecimiento, Midway era un pueblo de minería, y una vez era punto de embarque ferroviario de carbón.
Una oficina del correo se estableció en febrero de 1871, pero se cerró en 1878. Se reabrió en agosto de 1886, renombrado Nyack, pero en mayo de 1887, el nombre antiguo se restauró. La oficina del correo se cerró una vez más en 1912.